# Villads Holm
Villads Nielsen Holm (15. januar 1829 i Nørre Tranders ved Aalborg – 18. april 1901 i Vedsted, Kær Herred) var en dansk gårdejer og politiker.

## Biografi
Holm var søn af gårdejer Niels Villadsen (ca. 1794-1838) og Maren Jensdatter (1806-1873, gift 2. gang 1839 med gårdejer Christen Holm, 1804-1868) og kaldt Holm efter sin stedfader. 1858 købte han en mindre gård i Nørholm ved Nibe, fik 1866 en større gård i Ferslev (syd for Aalborg), byttede den 1880 for en gård i nabosognet og endelig 1890 denne for en gård i Brovst i Øster Han Herred, hvor han 1889 var blevet branddirektør. I sine sidste år boede han i Vedsted ved Åby.
Allerede 1862-66 var Holm medlem af sognerådet samt på ny 1883-88, endvidere 1875-89 repræsentant i Landbygningernes almindelige Brandforsikring (næstformand i de sidste 6 år) og 1881-88 i Den jyske Husmandskreditforening. 1866-90 var han folketingsmand for Aalborg Amts 5. kreds (Nibekredsen). Holm blev valgt på modstanden mod Den gennemsete Grundlov og tilhørte i sine første rigsdagsår Geert Winthers gruppe. 1870 gik han ind i Det forenede Venstre, hvor han 1870-78 var medlem af bestyrelsen. Han var kritisk over for Christen Bergs konfrontatoriske linje, og ved Venstres delinger holdt han altid med den moderate side og blev mere og mere tilhænger af den Høgsbro-Bojsenske politik.
Flere gange spillede Villads Holm en rolle i forligsforhandlingerne med først Nationale Godsejere og siden Højre. Således i forhandlingerne med ministeriet Fonnesbech 1874–75 og i de påskeforhandlinger, som han sammen med Søren Kjær, Thomas Nielsen, J.A. Thorup og Jens Busk førte 1888. Han var ligeledes 1880 med at forberede overenskomsten om en hærordning. Flere gange agerede Holm dog uden et mandat, og ved forhandlingerne i 1888 gik han så langt, at han desavoueredes af samtlige venstregrupper og sammen med de fleste af de andre såkaldte "Limfjordspolitikere" blev lagt på is. På grund af denne mistillid genopstillede han ikke i 1890.
Holm ægtede 17. oktober 1858 i Nørre Tranders en gårdmandsdatter, Claudimine Christensdatter Clausen (24. juli 1836 i Nørre Tranders – 14. april 1912 i Vedsted), datter af gårdejer Christen Clausen (ca. 1805-1838) og Johanne Villadsdatter (1802-1880, gift 2. gang 1839 med gårdejer Jens Sørensen Peen, 1814-1885).
Han er begravet på Vedsted Kirkegård.
Holm er litograferet på et "venstretørklæde" fra ca. 1875 og på satirisk Danmarkskort fra 1881. Xylografi efter tegning af Axel Thiess fra 1889. Karikatur af Knud Gamborg fra samme år (Det Nationalhistoriske Museum på Frederiksborg Slot). Afbildet på karikatur 1894 (sammesteds). Fotografi af Julius Jacobsen.